# Cantó d'Ardentes
El cantó d'Ardentes és un cantó francès del departament de l'Indre, situat al districte de Châteauroux. Té 12 municipis i el cap és Ardentes.

## Municipis
- Ardentes
- Arthon
- Buxières-d'Aillac
- Diors
- Étrechet
- Jeu-les-Bois
- Luant
- Mâron
- La Pérouille
- Le Poinçonnet
- Sassierges-Saint-Germain
- Velles

## Història
| Data d'elecció                           | Identitat           | Partit                     | Qualitat |
| ---------------------------------------- | ------------------- | -------------------------- | -------- |
| 1945-1949                                | M. Vignaud          | SFIO                       |          |
| 1949-197.                                | René Wissocq        | radical                    |          |
| 197.-2001                                | Bernard de Fougères | divers droite, després UDF |          |
| 2001-2008                                | Pierre Desseigne    | PCF                        |          |
| 2008-                                    | Jean Petitprêtre    | PS                         |          |
| les dades anteriors no són pas conegudes |                     |                            |          |
|                                          |                     |                            |          |

## Demografia
| A partir de 1990: Població sense dobles comptes |